# Skarhead
Skarhead est un groupe de punk hardcore américain, basé à New York, fondé en 1995 et dirigé par Lord Ezec aka Danny Diablo (de Crown of Thornz). 

## Biographie
Le groupe est considéré comme les initiateurs de la musique thugcore' un sous-genre de punk hardcore « plein de breaks implacables et de postures provocatrices ». L'imagerie gangster, l'esprit festif et punk de même que l'attachement viscéral à la ville de New York ont créé leur identité. Musicalement, le groupe puise dans le New York HardCore, de Metalcore et un peu de Hip Hop. Ils ont tourné avec Gwar, Hatebreed et Earth Crisis. Ils ont été cités comme une influence par Deez Nuts  et Fucked Up.

## Membres
- Dan Singer (de Crown of Thornz) - chant principal[8]
- White Owl (anciennement de White Trash ) – basse
- Mitts (de Madball ) – guitare
- Goat (de Murphy's Law & Misfits ) - batterie
- Hoya Roc (de Madball ) – guitare
- Mike portoricain (du district 9) - chant
- AK RAY (du Vietnam) – guitares

## Discographie
| 1995 | Drugs, Money, Sex. (6-track EP) | Another Planet Records |
| 1998 | Kings at Crime                  | Victory Records        |
| 2009 | Drugs, Music & Sex              | I Scream Records       |
| 2010 | Kickin' It Oldschool            | Reality Records        |
| 2011 | Dreams Don't Die!!!             | I Scream Records       |